# Puy-de-Serre
Puy-de-Serre és un municipi francès situat al departament de Vendée i a la regió de País del Loira. L'any 2007 tenia 302 habitants.

## Demografia

### Població
El 2007 la població de fet de Puy-de-Serre era de 302 persones. Hi havia 136 famílies de les quals 44 eren unipersonals (20 homes vivint sols i 24 dones vivint soles), 56 parelles sense fills, 32 parelles amb fills i 4 famílies monoparentals amb fills.
La població ha evolucionat segons el següent gràfic:
Habitants censats

### Habitatges
El 2007 hi havia 199 habitatges, 142 eren l'habitatge principal de la família, 38 eren segones residències i 19 estaven desocupats. 194 eren cases i 3 eren apartaments. Dels 142 habitatges principals, 114 estaven ocupats pels seus propietaris, 21 estaven llogats i ocupats pels llogaters i 7 estaven cedits a títol gratuït; 1 tenia una cambra, 12 en tenien dues, 18 en tenien tres, 41 en tenien quatre i 69 en tenien cinc o més. 112 habitatges disposaven pel capbaix d'una plaça de pàrquing. A 72 habitatges hi havia un automòbil i a 61 n'hi havia dos o més.

### Piràmide de població
La piràmide de població per edats i sexe el 2009 era:
| Homes | Edats   | Dones |
| ----- | ------- | ----- |
| 0     | 95 o +  | 0     |
| 0     | 90 a 94 | 0     |
| 0     | 85 a 89 | 0     |
| 4     | 80 a 84 | 0     |
| 4     | 75 a 79 | 16    |
| 12    | 70 a 74 | 20    |
| 0     | 65 a 69 | 4     |
| 20    | 60 a 64 | 20    |
| 12    | 55 a 59 | 8     |
| 12    | 50 a 54 | 8     |
| 12    | 45 a 49 | 24    |
| 8     | 40 a 44 | 8     |
| 4     | 35 a 39 | 0     |
| 4     | 30 a 34 | 12    |
| 8     | 25 a 29 | 0     |
| 8     | 20 a 24 | 8     |
| 20    | 15 a 19 | 8     |
| 8     | 10 a 14 | 8     |
| 0     | 5 a 9   | 4     |
| 4     | 0 a 4   | 4     |

## Economia
El 2007 la població en edat de treballar era de 181 persones, 114 eren actives i 67 eren inactives. De les 114 persones actives 104 estaven ocupades (61 homes i 43 dones) i 10 estaven aturades (5 homes i 5 dones). De les 67 persones inactives 37 estaven jubilades, 8 estaven estudiant i 22 estaven classificades com a «altres inactius».

### Ingressos
El 2009 a Puy-de-Serre hi havia 140 unitats fiscals que integraven 309 persones, la mediana anual d'ingressos fiscals per persona era de 13.242 €.

### Activitats econòmiques
Dels 6 establiments que hi havia el 2007, 2 eren d'empreses de construcció, 1 d'una empresa de comerç i reparació d'automòbils, 1 d'una empresa de serveis, 1 d'una entitat de l'administració pública i 1 d'una empresa classificada com a «altres activitats de serveis».
Dels 3 establiments de servei als particulars que hi havia el 2009, 1 era un taller de reparació d'automòbils i de material agrícola, 1 lampisteria i 1 perruqueria.
L'any 2000 a Puy-de-Serre hi havia 17 explotacions agrícoles que ocupaven un total de 500 hectàrees.

## Equipaments sanitaris i escolars
El 2009 hi havia una escola elemental integrada dins d'un grup escolar amb les comunes properes formant una escola dispersa.

## Poblacions més properes
El següent diagrama mostra les poblacions més properes.